# Introspección
La introspección (del latín introspicere (mirar en el interior)) o inspección interna designa la idea de «mirar al interior». Se trata del conocimiento que el sujeto pueda adquirir de sus propios estados mentales, o sea designada la situación, para un sujeto dado, de observarse y analizarse a sí mismo, interpretando y caracterizando sus propios procesos cognitivos y emotivos.

## En filosofía
En filosofía, el término introspección designa a un modo de aprehensión de los estados de conciencia directo (por meditación y reflexión) con reflexión directa sobre la consciencia del sujeto.
Descartes, probablemente a partir de sus Meditaciones metafísicas ha puesto los fundamentos de la noción de introspección al afirmar no solo el principio de una consciencia reflexiva (o cogito)  sino también la de la "transparencia" de la reflexión  de sí a uno mismo. Ya que en tanto que procede del conocimiento, la introspección se hace objeto de controversias luego de Descartes y las críticas se han centrado principalmente en el cogito.
Dos siglos después de Descartes o Cartesius, para Kant la introspección le permite al sujeto en particular (sujet) «poseer al yo desde su representación».
Aunque más precisamente, en la psicología de la segunda mitad del siglo XX y los conductistas de la primera mitad del siglo XX introspección se refiere a un modo de aprehensión de los estados de conciencia a través de un acceso directo y la introspección del sujeto, esto es: en Kant y los kantianos y para su filosofía del sujeto, en concreto, la introspección se refiere a la reflexividad de una conciencia subjetiva que se piensa a sí misma en la primera persona (en términos de "Ego" aunque al parecer desde el punto de vista no de un Ich = Moi sino, traducido al francés, desde un je o yo deíctico).
Cuatro siglos después de Descartes el positivista Auguste Comte recusó al "pretendido método" cartesiano y sostiene que «no se puede ser a la vez observador y observado» (es decir ni objetivizador ni objeto al mismo tiempo) y luego llegó a afirmar que "la mente humana puede observar directamente a todos los fenómenos, a excepción de los propios".
Para la filosofía del sujeto más particularmente la introspección entonces ha resultado ser la reflexividad de una consciencia subjetiva que piensa principalmente en primera persona (desde el punto de vista del ego -aunque en francés aún actualmente se usa el yo deíctico o "yo" escrito en francés je en lugar del más correspondiente pronombre francés "moi" que es equiparable al latino ego-).

## Psicología
A fines del siglo XIX Alfred Binet y Pierre Janet, casi de forma simultánea, comenzaron a practicar la introspección, es decir, el intento de rememorar y reflexionar sobre los propios pensamientos y las causalidades de los estados psíquicos ya como una psicoterapia.
Siguiendo las inspiraciones positivistas del precitado Comte, a fines del siglo XIX y principios del siglo XX los behavioristas o conductistas Watson y Skinner, con su idea de la «caja negra», consideraron que una psicología científica objetiva y del comportamiento o de la conducta era contraria a una psicología basada en la introspección en tanto que la consideraban subjetivista de los estados de consciencia.
En todo caso, en psicología la introspección es un método de trabajo basado en la observación y análisis de los propios pensamientos y del sí mismo (en francés: soi, en inglés self, en alemán Selbst etc.), aunque fuera de las prácticas cuasi esotéricas que buscan realizar a un self o Selbst sino que es una vía de estudiar a la propia persona y más profundamente develar al propio sujeto (que desde el nacimiento es, en sus pensamientos, sujeto-sujetado a partir del deseo del otro o, si se piensa desde una mirada sartreana un ser dominado por la mala fe, ya que cuyo pensar está sometido afectado por la mirada del otro; Sartre en su intento de psicología dice que el  infierno es la mirada del otro  y que es, rememorando a Heidegger inauténtico en cuanto reniega de ser Dasein en cuanto serlo es "ser-para-la-muerte" -en términos sartreanos: la vida es una pasión inútil).
Sin embargo, en cuanto al estudio psicológico de la introspección ha de considerarse que fue casi el principal método de psicología experimental en la segunda mitad de siglo XIX hasta las prácticas (en gran medida basadas en la introspección) de Bleuler y Sigmund Freud.
Pero muchas críticas fueron remitidas contra el método de la introspección poniendo en duda la capacidad de observar por este medio la posibilidad de observarse la psiquis por parte del propio mismo sujeto: Wilhelm Wundt (maestro de Freud) evoca la imposible "independencia" del observador para establecer una relación o "rapport" consigo mismo en tal processus (proceso) y juzga "cómica"  a tal aproximación al psiquismo.
Desde los campos de la psicología cognitiva el uso de las verbalizaciones concomitantes  (think-aloud protocol / protocolo pensado en voz alta) para los investigadores como Newell y Herbert Simon la misma psicología cognitiva es criticada porque algunas veces apela a la introspección.
Con respecto a la observación y la comprensión de su propio funcionamiento psíquico, la introspección se considera ahora experimentalmente para la comprensión de cómo la introspección hace una grilla (rejilla) para constituir una teoría de la mente.

## Visión general
La introspección o percepción interna tiene como fundamento la capacidad reflexiva que la mente posee de referirse o ser consciente de forma inmediata de sus propios estados. Cuando esta capacidad reflexiva se ejerce en la forma del recuerdo sobre los estados mentales pasados, tenemos la llamada introspección retrospectiva; pero la introspección puede ser un conocimiento de las vivencias pasadas y también de las presentes, de las que se dan conjuntamente y en el presente del propio acto introspectivo.
El mentalismo clásico -tanto el de la filosofía moderna como el científico- ha utilizado la introspección como el método más adecuado para acceder al mundo psíquico. El psicoanálisis es la forma de introspección retrospectiva y la psicología experimental de uno de los maestros de Freud quien fue el psiquiatra y médico hipnotista Wundt, con Wundt la introspección es un medio reflexivo de autoconocimiento para explicar la etiología de las vivencias actuales.
Titchener definió la introspección como la descripción de la experiencia consciente desmenuzada en componentes sensoriales elementales sin referentes externos.

### Requisitos necesarios
- Que el conocimiento adquirido en relación con los estados mentales;
- Que los estados mentales conocidos sean los del propio individuo que realiza la introspección;
- Que dicho conocimiento no sea indirecto, sino inmediato

### Crítica conductista
La introspección fue descartada en psicología por el conductismo metodológico, básicamente como consecuencia de las siguientes críticas:
- La introspección no es un método público;
- Presenta los resultados de los procesos psíquicos pero no dichos procesos;

John Broadus Watson, en la presentación de la teoría conductista, propone que la introspección es un hablar hacia adentro (intro=adentro), el hablar es hacer, por lo tanto, para él, solo era una conducta.

## Espiritualidad
La praxis de la introspección corresponde para un místico como Agustín de Hipona a un movimiento de ascenso dirigido a Dios al mismo tiempo que un examen de conciencia.